# كيندال بايسدن
كيندال بايسدن (بالإنجليزية: Kendall Baisden)‏ هي عداءة 400 متر أمريكية ولدت في يوم 5 مارس 1995 في آن آربر في إلينوي في الولايات المتحدة، أبرز إنجازاتها فوزها بالميدالية الذهبية في دورة الألعاب الأمريكية 2015 في تورنتو في سباق 400، كما فازت في هذه الدورة مع الفريق الأمريكي في سباق 4×400 متر.

## روابط خارجية
- كيندال بايسدن على موقع الاتحاد الدولي لألعاب القوى (الإنجليزية)
- كيندال بايسدن على موقع TFRRS.org (الإنجليزية)
- كيندال بايسدن على موقع اللجنة الأولمبية والبارالمبية الأمريكية (الإنجليزية)